# Obelisco de Campos dos Goytacazes
O Obelisco de Campos dos Goytacazes é um monumento localizado no município de Campos dos Goytacazes, no estado brasileiro do Rio de Janeiro. Está situado na avenida Quinze de Novembro, no canteiro central próximo à Ponte Leonel Brizola.

## História
O obelisco foi erigido com o propósito de marcar a execução de obras públicas no município na década de 1910. Segundo o registro do jornal O Paiz, o monumento foi inaugurado em 5 de novembro de 1916, com evento de grande pompa e comparecimento de figuras políticas importantes, como o Presidente da República:
"Campos, 4 - Chegarão amanhã a esta cidade, ás 8 horas, o Dr. Wenceslao Braz, presidente da República, e o Dr. Nilo Peçanha, presidente do Estado (...). Os presidentes serão recebidos na "gare" da estação pelo prefeito, Dr. Luiz Sobral, que lhes apresentará as boas vindas. Durante o desembarque (...), tocarão cinco bandas de música (...).
As 12 horas tomarão novamente o vapor, saltando no caes da praça São Salvador, inaugurando a avenida Quinze de Novembro, o caes à margem do Parahyba, o obelisco, bondes elétricos e o jardim da praça Rio Branco".

## Características
O obelisco possui 16 metros de altura e contém placas nas quatro faces do monumento, com dizeres que remetem às obras públicas realizadas na cidade à altura, pelo governo estadual sob a égide de Nilo Peçanha. Tais dizeres são os seguintes, segundo o português da época:
- Placa oeste: "Lei n. 1037 11 de novembro de 1911 manda arrecadar a taxa sobre o assucar offerecida pelos usineiros do município de Campos para custear as obras de saneamento e melhoramentos da cidade"
- Placa sul: "5 de novembro de 1916. Inauguração das obras executadas na segunda presidência Nilo Peçanha, sendo secretário geral José Mattoso Maia Forte"
- Placa leste: "Campos transforma a cidade com os lucros da exploração de seu solo"
- Placa norte: "O Governo do Estado mandou executar as obras de transformação da cidade pela comissão de saneamento chefiada pelo engenheiro Jorge de Lossio"

## Tombamento como patrimônio cultural
O Obelisco é tombado ao patrimônio histórico cultural na esfera municipal, conforme a resolução seguinte:
| “ | "RESOLUÇÃO Nº 003/2011 Determina o Tombamento de Patrimônio Material do Município de Campos dos Goytacazes e dá outras providências. (...) Artigo 1º - Ficam Tombados como Patrimônio Material do Município de Campos dos Goytacazes, os seguintes Bustos, Estátuas, Efígies, Marcos Comemorativos e Monumentos, consideradas de grande expressão cultural e histórica e referências dos foros de civilização dos munícipes. Artigo 2º - Fica a cargo da Secretaria Municipal de Cultura e do COPPAM - Conselho de Preservação do Patrimônio Municipal -, de acordo com o Artigo 226 e 229 da Lei Municipal 7972, de 31/03/2008, o desenvolvimento de projetos de valorização cultural pertinentes a este ato." . | ” |

## Restauração
O obelisco passou por uma restauração para as comemorações dos 100 anos das melhorias e benfeitorias realizadas no município pelo governador Nilo Peçanha, em 2016. Na ocasião, foram executados serviços de retirada do resíduo das pichações, lixamento da base e restauração das letras das placas de identificação.